# Neoveitchia
Genre
Classification phylogénétique
Espèces de rang inférieur
- Neoveitchia brunnea
- Neoveitchia storckii

Neoveitchia est un genre de plantes à fleurs de la famille des Arecaceae. Ce sont des palmiers originaires du Pacifique sud.

## Classification
- Sous-famille des Arecoideae
  - Tribu des Areceae
    - Sous-tribu des Carpoxylinae

## Espèces
- Neoveitchia brunnea Dowe, Austral. Syst. Bot. 9: 36 (1996).
- Neoveitchia storckii (H.Wendl.) Becc., Palme Nuova Caledonia: 10 (1920).